# Казахстан на зимних Паралимпийских играх 2014
Казахстан на зимних Паралимпийских играх 2014 года в Сочи был представлен пятью спортсменами (тремя мужчинами и двумя женщинами) и одним спортсменом-гидом, которые приняли участие в соревнованиях по лыжным гонкам и биатлону.
За «золото» казахстанским паралимпийцам обещали выплатить 50 тысяч долларов, за второе место 35 тысяч долларов, за бронзовую медаль — 25 тысяч, также вознаграждение полагалось для спортсменов, которые бы заняли четвёртое, пятое и шестое места.

## Состав сборной и результаты выступлений
В составе сборной 5 спортсменов и один спортсмен-гид в соревнованиях по лыжным гонкам и биатлону.  Кайрат Канафин стал первым в истории казахстанцем, принявшим участие в пара-биатлоне. Главный тренер сборной — Олег Коломеец, второй тренер — Василий Коломиец.
Знаменосцем сборной Казахстана на церемонии открытия Паралимпийских игр стал Ерлан Омаров
 Биатлон
1. Кайрат Канафин (Петропавловск), гид — Дмитрий Коломеец

 Лыжные гонки
1. Кайрат Канафин (Петропавловск), гид — Дмитрий Коломеец
2. Александр Колядин (Костанайская область, Сарыколь)
3. Ерлан Омаров (Талдыкорган)
4. Елена Мазуренко (Петропавловск)
5. Жаныл Балтабаева (Алматы)